# Чампара
Чампара е планина в Андите. Намира се на север от Кордилера Бланка в Перу и достига височина до 5735 m.
Разположена е югоизточно от езерото Киурукча.